# Alp Arslan (Aleppo)
Tadsch ad-Daula Alp Arslan al-Achras (arabisch تاج الدولة ألب أرسلان الأخرس, DMG Tāǧ ad-Dawla Alp Arslān al-Aḫras; * 1097; † September 1114) war ein Emir von Aleppo aus der türkstämmigen Dynastie der Seldschuken.

## Biografie
Alp Arslan war ein Sohn des Emirs Radwan und einer Tochter des Yaghi-Siyan. Wegen eines Sprachfehlers wurde er „der Stumme“ genannt. Beim Tod des Vaters im Dezember 1113 war er sechzehn Jahre alt, als er die Nachfolge in der Herrschaft über Aleppo antrat. Sein Atabeg war der Eunuch Lulu al-Yaya, aber beeinflusst wurde er vom Befehlshaber der Stadtmiliz Said ibn Budai. Der hatte, nach Rücksprache mit dem Seldschukensultan Muhammad I. Tapar, Alp Arslan zu einer Säuberung gegen die von seinem Vater noch hofierte schiitische Gemeinde der Nizariten (Batiniten/Assassinen) veranlasst. Deren Anführer Abu Tahir „der Goldschmied“ wurde eingekerkert und später hingerichtet. In einem Pogrom wurden mehrere hundert Nizariten in Aleppo getötet und der Rest aus der Stadt vertrieben.
Im Sommer 1114 zog Alp Arslan nach Damaskus, wo er von dem dort seit 1104 autonom herrschenden Tughtigin (Buriden) als dessen Oberherr anerkannt wurde. Nach seiner Rückkehr ließ er zwei seiner Brüder und einige Beamte seiner Hofentourage hinrichten. Auch der Atabeg Lulu fürchtete um sein Leben und ließ deshalb in einem Akt der Prävention mit Hilfe seiner Sklaven im September 1114 Alp Arslan in dessen Schlafgemach ermorden. Als neuen Emir installierte der Atabeg den sechsjährigen Sultan Schah, um in dessen Namen weiterregieren zu können.